# John Anthony Parsons
John Parsons (ur. 20 lutego 1938 w Oksfordzie, zm. 26 kwietnia 2004 w Miami) – brytyjski dziennikarz sportowy, zajmujący się przede wszystkim tenisem.
W wieku 14 lat zaczął pisać sprawozdania z meczów piłkarskich do „Oxford Mail”, w latach 1964–1981 współpracował z „Daily Mail” w Londynie. Od 1981 był tenisowym korespondentem „Daily Telegraph”.
Relacjonował 44 turnieje wimbledońskie; był autorem książek dotyczących tenisa i Wimbledonu, laureatem nagród dziennikarskich (m.in. tytułu osobowość medialna cyklu zawodowego kobiet WTA w 1990). Wysłannik „Daily Telegraph” na wiele największych turniejów tenisowych na świecie; zasłabł i wkrótce zmarł w trakcie jednej z podróży zawodowych (relacjonował turniej w Key Biscayne).